# Museu Diocesano e Catedralesco de Valladolid
O Museu Diocesano e Catedralesco de Valladolid encontra-se no interior da Catedral de Nossa Senhora da Assunção de Valladolid, na comunidade autónoma de Castela e Leão, Espanha.
Foi inaugurado em 1965, por iniciativa do então Arcebispo de Valladolid, José García e Goldaraz. Seus fundos encontram-se repartidos ao longo de onze capelas, restauradas e acondicionadas para o efeito, que tiveram um carácter funerário dentro da antiga Colegiata de Santa Maria.
Na actualidade possui mais de 450 peças entre pintura, escultura policromada, e outras peças de arte. Destacam-se, por sua qualidade e por ser representativas da arte do Barroco espanhol, as obras do Ecce Homo de Gregorio Fernández e custodia-a de Juan de Arfe.

## Veja-se também
- Catedral de Nossa Senhora da Assunção de Valladolid
- Colegiata de Santa Maria

1. ↑  «Museo Diocesano y Catedralicio de Valladolid». www.catedral-valladolid.com. Consultado em 7 de fevereiro de 2018